# Melissa Drotar
Melissa Drotar – kanadyjska zapaśniczka w stylu wolnym. Srebrny medal na mistrzostwach panamerykańskich w 1998 roku.